# Щербаков, Василий Карпович
Василий Карпович Щербаков (бел. Васіль Карпавіч Шчарбакоў; 27 февраля 1898, Дубровка, совр. Оршанский район Витебской области — 29 июня 1938, Минск) — белорусский советский историк. Доктор исторических наук (1934). Профессор (1931). Академик Академии наук Белорусской ССР (1931). Расстрелян в 1938 году. Реабилитирован посмертно.

## Биография
Родился 27 февраля 1898 года в русской семье. Окончил Рогачёвскую учительскую семинарию (1918) и Харьковскую высшую партийную школу (1923). Член РКП(б) с 1918 года.
Участник подпольной борьбы против немецких оккупационных войск в Рогачёве, гражданской войны на Восточном и Южном фронтах. С 1923 года ректор Института народного образования в Чернигове. В 1930 году — заведующий сектором науки и просвещения ЦК КП(б)Б. В 1931 году стал академиком АН БССР, в 1931—1935 годах был её вице-президентом, а в 1935—1937 годы — непременным секретарём.
В 1931—1937 годах — заместитель директора, директор Института истории АН БССР. Одновременно профессор Минского педагогического института и БГУ.
Являлся первым деканом исторического факультета Белорусского государственного университета (1934—1936).
В августе 1936 года исключён из КПБ(б). 21 июля 1937 года был арестован органами НКВД Белорусской ССР. Внесен в Сталинский расстрельный список от 10 июня 1938 г. по 1-й категории («за» Сталин, Молотов). Выездной сессией ВКВС СССР в Минске 29 июня 1938 года приговорен к высшей мере наказания. Расстрелян в то же день в Минске в группе осужденных ВКВС СССР. Место захоронения — спецобъект НКВД БелССР «Куропаты».
В личном деле В. К. Щербакова, хранящемся в ЦНА НАН Беларуси, находится заверенная нотариально копия из книг ЗАГС. В документе указано, что он умер в Сталинабаде 27 мая 1939 года. Вместо причины смерти стоит прочерк.
Реабилитирован посмертно ВКВС СССР 25 июля 1957 года.

## Научная деятельность
Занимался исследованием крестьянского движения, истории октябрьской революции и гражданской войны в Беларуси и Украине. Опирался на марксистскую методологию. В работе «Класавая барацьба і гістарычная навука на Беларусі» создал одну из первых историографических концепций развития исторической науки на белорусских землях и в БССР.